# Герасимов Олександр Петрович
Олександр Петрович Герасимов (19 березня 1959, Пенза, РСФСР, СРСР, — 21 травня 2020) — радянський хоккеїст, крайній нападник. Олімпійський чемпіон. Заслужений майстер спорту (1984).

## Біографічні відомості
Вихованець Пензенської обласної спеціалізованої дитячо-юнацької школи олімпійського резерву з хокею із шайбой. Першими його наставниками були батько Петро Герасимов і заслужений тренер РРСФР Василь Ядренцев.
Виступав за команди майстрів «Дизеліст» (Пенза) і ЦСКА (Москва). В команді «армійців» — семиразовий чемпіон Радянського Союзу. У вищій лізі провів 232 матча (72+54). Учасник двох суперсерій проти професіоналів з Національної хокейної ліги — 9 матчів (1+5). Відзначився забитим голом у ворота «Лос-Анджелес Кінгс».
Виступав за юніорську, молодіжну і національну збірні СРСР. У команді юніорів став бронзовим призером чемпіонату Європи, з молодіжкою — переможцем двох чемпіонатів світу. У першій збірній дебютував наприкінці 1982 року. Учасник міжнародних турнірів на призи чехословацької газети «Руде право» і москоської газети «Ізвестія». Апогеєм виступів у збірній стала Олімпіада в Сараєво, де його команда здобула золоті нагороди. На турнірі грав у ланці з «армійцем» Андрієм Хомутовим і «спартаківцем» Сергієм Шепелєвим.
1986 року закінчив факультет фізичної культури Пензенського державного педагогічного інституту імені В. Г. Белінського. По закінченні ігрової кар'єри працював тренером і директором хокейної СДЮШОР ЦСКА,. Один з його вихованців — Олексій Крутов.

## Досягнення
- Олімпійський чемпіон (1): 1984
- Чемпіон світу серед молоді (2): 1978, 1979
- Бронзовий призер чемпіонату Європи серед юніорів (1): 1977
- Чемпіон СРСР (7): 1981, 1982, 1983, 1984, 1985, 1988, 1987

## Статистика
Статистика виступів за клубні команди в чемпіонаті СРСР:
| Сезон                | Клуб                 | Ліга                 | Регулярний сезон | Регулярний сезон | Регулярний сезон | Регулярний сезон | Регулярний сезон |
| Сезон                | Клуб                 | Ліга                 | І                | Г                | П                | О                | ШХ               |
| -------------------- | -------------------- | -------------------- | ---------------- | ---------------- | ---------------- | ---------------- | ---------------- |
| 1975–76              | «Дизеліст»           | СРСР-2               | 9                | 0                | 2                | 2                | 4                |
| 1976–77              | «Дизеліст»           | СРСР-2               | 33               | 5                | 3                | 8                | 28               |
| 1977–78              | «Дизеліст»           | СРСР-2               | 45               | 18               | 13               | 31               | 30               |
| 1978–79              | «Дизеліст»           | СРСР-2               | 52               | 22               | 23               | 45               | 38               |
| 1979–80              | «Дизеліст»           | СРСР-2               | 60               | 30               | 10               | 40               | 68               |
| 1980–81              | ЦСКА (Москва)        | СРСР                 | 30               | 3                | 1                | 4                | 2                |
| 1981–82              | ЦСКА (Москва)        | СРСР                 | 45               | 11               | 6                | 17               | 14               |
| 1982–83              | ЦСКА (Москва)        | СРСР                 | 32               | 19               | 10               | 29               | 14               |
| 1983–84              | ЦСКА (Москва)        | СРСР                 | 30               | 10               | 12               | 22               | 13               |
| 1984–85              | ЦСКА (Москва)        | СРСР                 | 27               | 9                | 4                | 13               | 10               |
| 1985–86              | ЦСКА (Москва)        | СРСР                 | 31               | 12               | 8                | 20               | 10               |
| 1986–87              | ЦСКА (Москва)        | СРСР                 | 26               | 7                | 8                | 15               | 16               |
| 1987–88              | ЦСКА (Москва)        | СРСР                 | 11               | 1                | 5                | 6                | 0                |
| Усього в першій лізі | Усього в першій лізі | Усього в першій лізі | 199              | 75               | 51               | 126              | 168              |
| Усього у вищій лізі  | Усього у вищій лізі  | Усього у вищій лізі  | 232              | 72               | 54               | 126              | 79               |

У збірних:
| Рік  | Команда | Турнір |   | І | Г | П | О  | ШХ |
| ---- | ------- | ------ | - | - | - | - | -- | -- |
| 1977 | СРСР    | ЮЧЄ    | 6 | 5 | 4 | 9 | 12 |    |
| 1978 | СРСР    | МЧС    | 7 | 2 | 6 | 8 | 2  |    |
| 1979 | СРСР    | МЧС    | 6 | 2 | 6 | 8 | 24 |    |
| 1984 | СРСР    | ОІ     | 7 | 2 | 3 | 5 | 6  |    |

У суперсеріях:
| № | Дата       | Місце                       | Команда       | Рахунок | Суперник               | Голи                                                                  |
| - | ---------- | --------------------------- | ------------- | ------- | ---------------------- | --------------------------------------------------------------------- |
| 1 | 28.12.1982 | «Колізеум» (Едмонтон)       | СРСР          | 3:4     | «Едмонтон Ойлерс»      | Капустін, Кожевников, Шепелєв — Андерсон, Грецкі (2), Мессьє          |
| 2 | 31.12.1982 | «Форум» (Монреаль)          | СРСР          | 5:0     | «Монреаль Канадієнс»   | Васильєв (2), Крутов, Шепелєв, Фетісов                                |
| 3 | 02.01.1983 | «Стемпед Корал» (Калгарі)   | СРСР          | 2:3     | «Калгарі Флеймс»       | Ларіонов, Крутов — Нільссон, Бріджмен, Макдональд                     |
| 4 | 26.12.1985 | «Форум» (Лос-Анжелес)       | ЦСКА (Москва) | 5:2     | «Лос-Анджелес Кінгс»   | Фетісов, Касатонов, Дроздецький, Герасимов, Крутов — Діонн (2)        |
| 5 | 27.12.1985 | «Колізеум» (Едмонтон)       | ЦСКА (Москва) | 6:3     | «Едмонтон Ойлерс»      | Зибін, Биков (2), Крутов (2), Веселов — Мак-Сорлі, Сумманен, Андерсон |
| 6 | 29.12.1985 | «Колізей» (Квебек)          | ЦСКА (Москва) | 1:5     | «Квебек Нордікс»       | Макаров — Гуле (3), Андерсон, Ештон                                   |
| 7 | 31.12.1985 | «Форум» (Монреаль)          | ЦСКА (Москва) | 6:1     | «Монреаль Канадієнс»   | Макаров (3), Веселов, І. Гімаєв, Биков — Неслунд                      |
| 8 | 02.01.1986 | «Арена» (Сент-Луїс)         | ЦСКА (Москва) | 4:2     | «Сент-Луїс Блюз»       | Шепелєв, Бабінов, Дроздецький, Зибін — Федерко, Паславський           |
| 9 | 04.01.1986 | «Метрополітен» (Блумінгтон) | ЦСКА (Москва) | 4:3     | «Міннесота Норт-Старс» | Макаров, Гусаров, Фетісов (2) — Чіккареллі, Грехем, Б'югстад          |